# One Shot '80 Volume 6
One Shot '80 Volume 6 è la sesta raccolta di canzoni degli anni '80, pubblicata in Italia dalla Universal su CD (catalogo 314 5 45011 2) e cassetta (314 5 45011 4) nel 1999, appartenente alla serie One Shot '80 della collana One Shot.
Raggiunge la posizione numero 2 nella classifica degli album in Italia, risultando il 63° più venduto durante il 1999.

## Tracce
Il primo è l'anno di pubblicazione del singolo, il secondo quello dell'album; altrimenti coincidono. 
1. The Human League – Don't You Want Me – 3:56 (testo: Philip Oakey – musica: Philip Oakey, Jo Callis, Philip Adrian Wright) – 1981
2. Sandra – (I'll Never Be) Maria Magdalena (single version) – 3:56 (testo: Richard Palmer-James, Hubert Kemmler – musica: Michael Cretu, Hubert Kemmler, Markus Löhr) – 1985
3. Rick Astley – Never Gonna Give You Up – 3:31 (Mike Stock, Matt Aitken, Pete Waterman) – 1987
4. Samantha Fox – Touch Me (I Want Your Body) – 3:43 (Jon Astrop, Peter Brian Harris, Mark Shreeve) – 1986
5. Ad Visser, Daniel Sahuleka – Giddyap a gogo – 3:49 (Ad Visser) – 1982
6. Living in a Box – Living in a Box – 3:02 (Steve Pigott, Anthony Critchlow, Marcus Vere) – 1987
7. Richenel (Hubertus Richenel Baars) – Dance Around the World – 4:44 (Eric Van Tijn, Jochem Fluitsma) – 1986, 1987
8. Real Life – Send Me an Angel – 3:51 (testo: David Thomas Sterry – musica: Richard Zatorski) – 1983
9. Level 42 – Running in the Family – 3:56 (testo: Phil Gould – musica: Wally Badarou, Mark King) – 1987
10. Black – Wonderful Life – 4:47 (Colin Vearncombe) – 1987
11. Bruce & Bongo – Geil – 4:01 (Bruce Hammond Earlam) – 1986
12. Daryl Hall & John Oates – Private Eyes (single version) – 3:25 (Sara Allen, Janna Allen, Daryl Hall, Warren Pash) – 1981
13. Desireless – Voyage, voyage – 4:21 (Jean-Michel Rivat, Dominique Dubois) – 1986, 1989
14. Robin Gibb – Juliet – 3:41 (Robin Gibb, Maurice Gibb) – 1983
15. Nu Shooz – I Can't Wait – 3:39 (John Smith) – 1986
16. Spargo – You and Me – 4:11 (Ellert Driessen) – 1980
17. Howard Jones – What Is Love? – 3:40 (testo: William Bryant, Howard Jones – musica: Howard Jones) – 1983, 1984
18. Stéphanie – Ouragan – 4:37 (testo: Marie Leonor – musica: Romano Musumarra) – 1986
19. Masquerade – Guardian Angel – 4:33 (Drafi Deutscher, Christopher Evans Ironside) – 1983, 1984